# James Dutton
James Patrick "Mash" Dutton Jr. (20. listopadu 1968, Eugene, Oregon) je americký astronaut. Do vesmíru se zatím dostal jen jednou, v misi STS-131 k Mezinárodní vesmírné stanici, která odstartovala 5. dubna 2010. Je ženatý a má tři syny.